# Буссоленго
Буссоленго, Буссоленґо (італ. Bussolengo, вен. Bussołengo) — муніципалітет в Італії, у регіоні Венето, провінція Верона.
Буссоленго розташоване на відстані близько 420 км на північ від Рима, 120 км на захід від Венеції, 12 км на захід від Верони.
Населення — 20 028 осіб (2014).
Щорічний фестиваль відбувається 14 лютого. Покровитель — святий Валентин.

## Демографія
Населення за роками:

Станом на 1 січня 2023 року в муніципалітеті офіційно проживало 2626 іноземців з 77 країн, серед них 1144 громадяни країн Євросоюзу та 26 громадян України.

## Сусідні муніципалітети
- Кастельнуово-дель-Гарда
- Лацизе
- Пастренго
- Пескантіна
- Сона
- Верона